# Totila
Totila a fost regele ostrogoților din 541 până la moartea sa în 552. A condus războiul goților împotriva Imperiului Bizantin, cucerind în 543 Napoli, iar în 546 Roma, punând stăpânire pe aproape toată Italia, cu excepția Ravennei. Este învins la rândul său de generalul bizantin Narses în bătălia de la Gualdo Tadino în 552 și moare în timpul retragerii.
1. ↑  Encyclopædia Britannica Online, accesat în 18 septembrie 2021